# Thermoniphas micylus
Thermoniphas micylus är en fjärilsart som beskrevs av Pieter Cramer 1782. Thermoniphas micylus ingår i släktet Thermoniphas och familjen juvelvingar. Inga underarter finns listade i Catalogue of Life.

## Bildgalleri

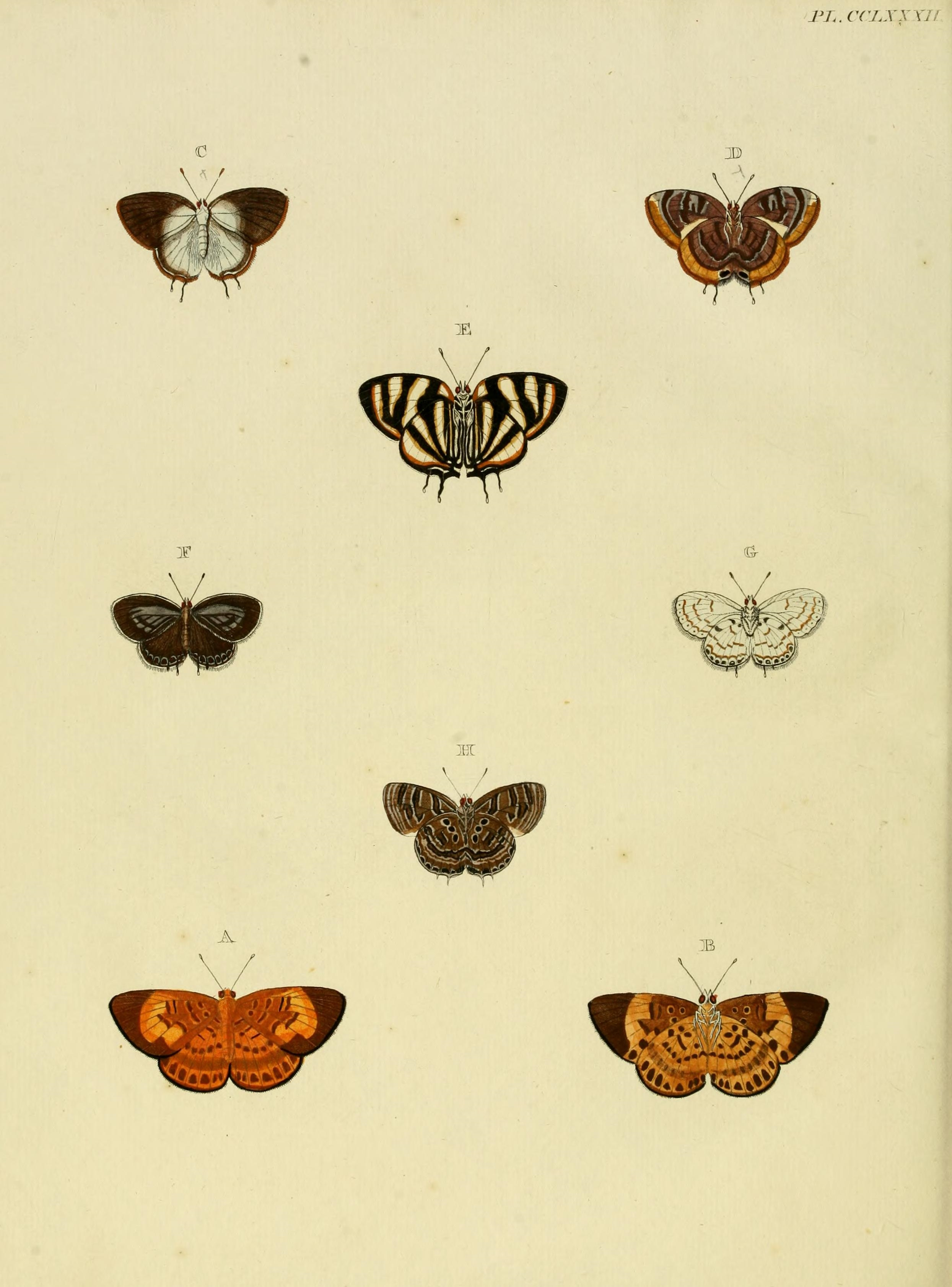
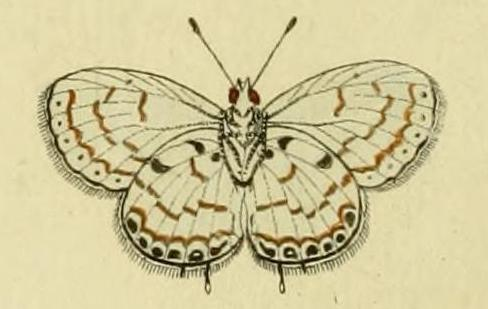